# 생 폴의 시계상
생 폴의 시계상(Clockmaker Of St. Paul, L'Horloger De Saint Paul)은 프랑스에서 제작된 베르트랑 타베르니에 감독의 1974년 범죄, 드라마 영화이다. 필립 느와레 등이 주연으로 출연하였다. 출시명은 어떤 부정이며 알려진 다른 제목으로는 생폴의 시계공, 생 폴가의 시계 수리공이 있다.

## 출연

### 주연
- 필립 느와레
- 장 로슈포르
- 자크 데니스

### 조연
- 줄리앙 베르데아

## 제작진
- 원작자: Georges Simenin
- 프로듀서: Ralph Baum
- 프로듀서: Andre Hoss
- 음향: Harald Maury